# Hans van Breukelen
Johannes Franciscus „Hans” van Breukelen (ur. 4 października 1956 w Utrechcie) – holenderski piłkarz, grający na pozycji bramkarza,
Van Breukelen, wychowanek amatorskiej drużyny BVC Utrecht, w zawodowym futbolu zadebiutował w zespole FC Utrecht w marcu 1977, a następnie został pierwszym bramkarzem w sezonie 1978–1979. Po dobrej grze w Eredivisie został powołany do reprezentacji Holandii debiutując 11 października 1980 w zremisowanym 1-1 meczu z reprezentacją RFN. 2 lata później we wrześniu 1982, van Breukelen został kupiony przez angielski klub, Nottingham Forest F.C. za cenę 200 000 funtów jako zastępca dla Petera Shiltona. W debiucie van Breukelen zachował czyste konto i w Anglii wiodło mu się całkiem dobrze do czasu, gdy doznał kontuzji, która wyeliminowała go z gry na około 4 miesiące. Po wyleczeniu kontuzji w marcu 1983, znów wrócił do pierwszej jedenastki i pomógł drużynie Forest odnieść 9 meczów z rzędu bez porażki, a także w awansie do Pucharu UEFA. W sezonie 1983–1984 van Breukelen zagrał w 36 z 42 ligowych meczów, pomógł drużynie zająć 3. miejsce w lidze angielskiej I awansować do półfinału Pucharu UEFA, gdzie Nottingham Forest F.C. odpadło w dwumeczu z Anderlechtem.
Po 2 sezonach spędzonych w Anglii van Breukelen wrócił do ojczyzny do drużyny PSV Eindhoven. Tam został 4-krotnie mistrzem Holandii w latach 1986–1989. Rok 1988 w ogóle był dla van Breukelena wspaniały. Zdobył z PSV Eindhoven Puchar Mistrzów, a on sam obronił decydującą jedenastkę podczas konkursu rzutów karnych. Na dodatek reprezentacja Holandii z van Breukelenem w składzie zdobyła Mistrzostwo Europy pokonując ZSRR 2-0 w finale.
Van Breukelen grał także na MŚ w 1990 oraz na Euro 92, gdzie reprezentacja Holandii przegrała z Danią w półfinale. Ten mecz był dla van Breukelena 73 i ostatnim w jego reprezentacyjnej karierze. Z zespołem PSV Eindhoven zdobył jeszcze 2 kolejne tytuły mistrza Holandii, a w sezonie 1993–1994 zakończył piłkarską karierę. Przez całą karierę w Eredivisie zagrał w 458 meczach, a w lidze angielskiej zaliczył 61 występów.

## Kariera
| Sezon                 | Klub                   | Rozgrywki             | Mecze | Bramki |
| --------------------- | ---------------------- | --------------------- | ----- | ------ |
| 1976/77               | FC Utrecht             | Eredivisie            | 1     | 0      |
| 1977/78               | FC Utrecht             | Eredivisie            | 6     | 0      |
| 1978/79               | FC Utrecht             | Eredivisie            | 32    | 0      |
| 1979/80               | FC Utrecht             | Eredivisie            | 34    | 0      |
| 1980/81               | FC Utrecht             | Eredivisie            | 34    | 0      |
| 1981/82               | FC Utrecht             | Eredivisie            | 33    | 0      |
| 1982/83               | FC Utrecht             | Eredivisie            | 2     | 0      |
| 1982/83               | Nottingham Forest F.C. | Premier League        | 25    | 0      |
| 1983/84               | Nottingham Forest F.C. | Premier League        | 36    | 0      |
| 1984/85               | PSV Eindhoven          | Eredivisie            | 32    | 0      |
| 1985/86               | PSV Eindhoven          | Eredivisie            | 34    | 0      |
| 1986/87               | PSV Eindhoven          | Eredivisie            | 33    | 0      |
| 1987/88               | PSV Eindhoven          | Eredivisie            | 33    | 0      |
| 1988/89               | PSV Eindhoven          | Eredivisie            | 22    | 0      |
| 1989/90               | PSV Eindhoven          | Eredivisie            | 32    | 0      |
| 1990/91               | PSV Eindhoven          | Eredivisie            | 32    | 0      |
| 1991/92               | PSV Eindhoven          | Eredivisie            | 32    | 0      |
| 1992/93               | PSV Eindhoven          | Eredivisie            | 25    | 0      |
| 1993/94               | PSV Eindhoven          | Eredivisie            | 33    | 0      |
| Łącznie w Eredivisie  | Łącznie w Eredivisie   | Łącznie w Eredivisie  | 458   | 0      |
| Łącznie w Premiership | Łącznie w Premiership  | Łącznie w Premiership | 61    | 0      |